# Bönnigheim
Bönnigheim – miasto w Niemczech, w kraju związkowym Badenia-Wirtembergia, w rejencji Stuttgart, w regionie Stuttgart, w powiecie Ludwigsburg, siedziba związku gmin Bönnigheim. Leży w Zabergäu, ok. 18 km na północ od Ludwigsburga.

## Współpraca
Miejscowości partnerskie:
- Balatonboglár, Węgry
- Neukirch/Lausitz, Saksonia
- Rouffach, Francja